# Природни резерват Градашница
Природни резерват Градашница jе локалитет у режиму заштите I степена, површине 334,29ha, налази се на самом улазу у Поречки залив, на југозападним обронцима планине Мироч.
Обухвата простор у сливу реке Градашнице испод истоимене пећине, до уливања реке у Поречки залив. На стрмим дисецираним падинама јављају се високе састојине букве (Fagetum montanum), високе састојине букве и китњака (Querco-Fargetum) и високе шуме китњака (Quercetum montanum). На врлетним теренима у клисури Градишнице присутне су шикаре китњака. 